# André Pinto
André Pinto (født 14. december 1978) er en tidligere brasiliansk fodboldspiller.